# Dowlandî Khatun
Dowlandî Khatun ou Doulendi Khatun, morte en 1314, est une princesse mongole descendante de Gengis Khan, membre de la dynastie des ilkhans de Perse Houlagides, fille du huitième ilkhan Oldjaïtou (r. 1304-1316)

## Biographie
Dowlandi Khatun est la fille d'Oldjaïtou et d'une mère non documentée ; elle est la sœur du neuvième ilkhan, Abu Saïd Bahadur (r. 1316-1335) et de Sati Beg.
Oldjaïtou succède à son frère Ghazan en décembre 1304. 
En mars 1305, Dowlandî Khatun est fiancée avec l’émir Chupan, personnage très important dans l'ilkhanat de Perse ; le mariage est consommé en septembre 1307. Il en naît un fils, Jela'u Khan.
Le général en chef des armées d’Oldjaïtou, Qutlugh Châh étant tué par les Gilakis au cours d’une expédition au Gilan, Chupan accède au plus haut grade d’émir de l’ulus (commandant de la nation). 
Dowlandî Khatun meurt en 1314, alors que Chupan mène une campagne en Anatolie. 
En 1319, Chupan épousera sa sœur Sati Beg.